# Sebastián Prediger
Leonardo Sebastián Prediger (Crespo, Entre Ríos, Argentina; 4 de septiembre de 1986) es un futbolista argentino que juega como volante central. Actualmente se desempeña en el Club Atlético Unión de la misma ciudad, en la Liga de Fútbol de Paraná Campaña, quinta división del fútbol argentino.

## Carrera futbolística
Comenzó su carrera en las divisiones inferiores de Unión de Crespo de su pueblo natal, donde una de las tribunas lleva su nombre. De allí paso a las inferiores de Colón, ascendido al primer equipo por el entrenador Alfio Basile.
En julio de 2009, luego de estar en la mira de Benfica, Ajax Ámsterdam, RCD Español y Boca Juniors, es transferido al FC Porto de la Primera División de Portugal.
A principios de 2010, regresó a la Argentina para jugar en Boca Juniors. Allí compartió equipo con Juan Román Riquelme. En agosto de 2010, fue cedido a préstamo al Cruzeiro de Brasil hasta julio de 2011. A fines de 2010 rescindió su contrato con el Cruzeiro, para, nuevamente, ser cedido por el Porto, y volver a formar parte del plantel de Colón. Su nuevo destino fue el Baniyas SC de los Emiratos Árabes.
En junio de 2014 firmó contrato a préstamo por un año con Estudiantes de La Plata. Jugó seis meses allí, y en febrero de 2015 arribó al club Belgrano de Córdoba.
Para la segunda mitad del año 2016 llegó 
s Newell's Old Boys a préstamo. Es por 1 año con opción de compra.
Jugó la temporada 2017-2018 en el equipo dirigido técnicamente por Diego Cagna, San Martín de Tucumán.
Luego se desempeñó en Tigre de Argentina con el que fue campeón de la Copa de la Superliga.
Este 2025, Sebastián Prediger jugará en el Club Atlético Unión de su ciudad natal en la Liga de Fútbol de Paraná Campaña.

## Selección Argentina
Ha sido internacional con la Selección de Fútbol de Argentina.
En el año 2006 fue convocado por la Selección Argentina Sub-20 y participó en el Campeonato Sudamericano Sub-20 de 2007 obteniendo el subcampeonato.
El día 20 de mayo de 2009 disputa un amistoso internacional con la selección mayor contra la Selección de fútbol de Panamá.
| Torneo              | Sede     | Resultado  |
| ------------------- | -------- | ---------- |
| Sudamericano Sub-20 | Paraguay | Subcampeón |

## Trayectoria
| Equipo                      | Div.                | Temporada           | Liga     | Liga  | Copa Nacional | Copa Nacional | Copa Internacional | Copa Internacional | Otros*   | Otros* | Total    | Total |
| Equipo                      | Div.                | Temporada           | Partidos | Goles | Partidos      | Goles         | Partidos           | Goles              | Partidos | Goles  | Partidos | Goles |
| Colón Argentina             | 1.ª                 | 2004/05             | 0        | 0     | -             | -             | -                  | -                  | -        | -      | 0        | 0     |
| Colón Argentina             | 1.ª                 | 2005/06             | 0        | 0     | -             | -             | -                  | -                  | -        | -      | 0        | 0     |
| Colón Argentina             | 1.ª                 | 2006/07             | 17       | 1     | -             | -             | -                  | -                  | -        | -      | 17       | 1     |
| Colón Argentina             | Total               | Total               | 17       | 1     | -             | -             | -                  | -                  | -        | -      | 17       | 1     |
| Millonarios · Colombia      | 1.ª                 | 2007/08             | 0        | 0     | -             | -             | -                  | -                  | -        | -      | 0        | 0     |
| Millonarios · Colombia      | Total               | Total               | 0        | 0     | -             | -             | -                  | -                  | -        | -      | 0        | 0     |
| Colón Argentina             | 1.ª                 | 2008/09             | 33       | 2     | -             | -             | -                  | -                  | -        | -      | 33       | 2     |
| Colón Argentina             | Total               | Total               | 33       | 2     | -             | -             | -                  | -                  | -        | -      | 33       | 2     |
| Porto Portugal              | 1.ª                 | 2009                | 0        | 0     | 3             | 0             | -                  | -                  | -        | -      | 3        | 0     |
| Porto Portugal              | Total               | Total               | 0        | 0     | 3             | 0             | -                  | -                  | -        | -      | 3        | 0     |
| Cruzeiro · Brasil           | 1.ª                 | 2010                | 0        | 0     | -             | -             | -                  | -                  | -        | -      | 0        | 0     |
| Cruzeiro · Brasil           | Total               | Total               | 0        | 0     | -             | -             | -                  | -                  | -        | -      | 0        | 0     |
| Boca Juniors Argentina      | 1.ª                 | 2010                | 3        | 0     | -             | -             | -                  | -                  | -        | -      | 3        | 0     |
| Boca Juniors Argentina      | Total               | Total               | 3        | 0     | -             | -             | -                  | -                  | -        | -      | 3        | 0     |
| Colón Argentina             | 1.ª                 | 2010/11             | 18       | 0     | -             | -             | -                  | -                  | -        | -      | 18       | 0     |
| Colón Argentina             | 1.ª                 | 2011/12             | 34       | 2     | -             | -             | -                  | -                  | -        | -      | 34       | 2     |
| Colón Argentina             | 1.ª                 | 2012/13             | 28       | 3     | 1             | 0             | 4                  | 0                  | -        | -      | 33       | 3     |
| Colón Argentina             | 1.ª                 | 2013/14             | 16       | 1     | -             | -             | -                  | -                  | -        | -      | 16       | 1     |
| Colón Argentina             | Total               | Total               | 96       | 6     | 1             | 0             | 4                  | 0                  | -        | -      | 101      | 6     |
| Baniyas SC · EAU            | 1.ª                 | 2014                | 5        | 0     | 1             | 0             | 1                  | 0                  | -        | -      | 7        | 0     |
| Baniyas SC · EAU            | Total               | Total               | 5        | 0     | 1             | 0             | 1                  | 0                  | -        | -      | 7        | 0     |
| Estudiantes LP Argentina    | 1.ª                 | 2014                | 15       | 0     | 2             | 0             | 1                  | 0                  | -        | -      | 18       | 0     |
| Estudiantes LP Argentina    | 1.ª                 | 2015                | 0        | 0     | -             | -             | 0                  | 0                  | -        | -      | 0        | 0     |
| Estudiantes LP Argentina    | Total               | Total               | 15       | 0     | 2             | 0             | 1                  | 0                  | -        | -      | 18       | 0     |
| Belgrano Argentina          | 1.ª                 | 2015                | 25       | 1     | -             | -             | 2                  | 0                  | 3        | 0      | 30       | 1     |
| Belgrano Argentina          | 1.ª                 | 2016                | 9        | 0     | -             | -             | -                  | -                  | -        | -      | 9        | 0     |
| Belgrano Argentina          | Total               | Total               | 34       | 1     | -             | -             | 2                  | 0                  | 3        | 0      | 39       | 1     |
| Newell's Old Boys Argentina | 1.ª                 | 2016-17             | 15       | 1     | -             | -             | -                  | -                  | -        | -      | 15       | 1     |
| Newell's Old Boys Argentina | Total               | Total               | 15       | 1     | -             | -             | -                  | -                  | -        | -      | 15       | 1     |
| San Martín (T) Argentina    | 2.ª                 | 2017-18             | 10       | 0     | -             | -             | -                  | -                  | -        | -      | 10       | 0     |
| San Martín (T) Argentina    | Total               | Total               | 10       | 0     | -             | -             | -                  | -                  | -        | -      | 10       | 0     |
| Tigre Argentina             | 1.ª                 | 2017-18             | 12       | 0     | 2             | 0             | -                  | -                  | -        | -      | 14       | 0     |
| Tigre Argentina             | 1.ª                 | 2018-19             | 21       | 0     | 4             | 0             | -                  | -                  | -        | -      | 25       | 0     |
| Tigre Argentina             | 2.ª                 | 2019-20             | 17       | 1     | -             | -             | 4                  | 0                  | -        | -      | 21       | 1     |
| Tigre Argentina             | 2.ª                 | 2020                | 7        | 1     | -             | -             | -                  | -                  | 1        | 0      | 8        | 1     |
| Tigre Argentina             | 2.ª                 | 2021                | 32       | 1     | 4             | 0             | -                  | -                  | -        | -      | 36       | 1     |
| Tigre Argentina             | 1.ª                 | 2022                | 21       | 0     | 20            | 0             | -                  | -                  | -        | -      | 41       | 0     |
| Tigre Argentina             | 1.ª                 | 2023                | 1        | 0     | -             | -             | -                  | -                  | -        | -      | 1        | 0     |
| Tigre Argentina             | Total               | Total               | 111      | 3     | 30            | 0             | 4                  | 0                  | 1        | 0      | 146      | 3     |
| Total en su carrera         | Total en su carrera | Total en su carrera | 339      | 14    | 37            | 0             | 12                 | 0                  | 4        | 0      | 392      | 14    |

* Incluye Liguillas Pre-Libertadores, Pre-Sudamericana y Reducidos.

## Palmarés

### Campeonatos nacionales
| Título               | Equipo                | País      | Año     |
| -------------------- | --------------------- | --------- | ------- |
| Primera B Nacional   | San Martín de Tucumán | Argentina | 2017-18 |
| Copa de la Superliga | Tigre                 | Argentina | 2019    |
| Primera Nacional     | Tigre                 | Argentina | 2021    |
| Liga Paraná Campaña  | Unión de Crespo       | Argentina | AP2025  |